# Копервик
Ко̀первик (на норвежки: Kopervik) е град в Южна Норвегия. Разположен е на северния бряг на остров Кармьой на Северно море във фюлке Ругалан. Копервик е главен административен център на община Кармьой и вторият по големина град на остров Кармьой след Окрехамн. Население 6720 жители според данни от преброяването към 1 януари 2008 г.